# Wydział Farmaceutyczny z Oddziałem Analityki Medycznej Uniwersytetu Medycznego im. Piastów Śląskich we Wrocławiu
Wydział Farmaceutyczny z Oddziałem Analityki Medycznej Uniwersytetu Medycznego im. Piastów Śląskich we Wrocławiu – jednostka naukowo-dydaktyczna, która powstała w 1946 roku i będąca jednym z trzech wydziałów Uniwersytetu Medycznego im. Piastów Śląskich we Wrocławiu. Jego siedziba znajduje się przy ul. Borowskiej 211 we Wrocławiu.

## Struktura
Struktura wydziału:
- Katedra Analityki Medycznej
  - Zakład Chemii Klinicznej

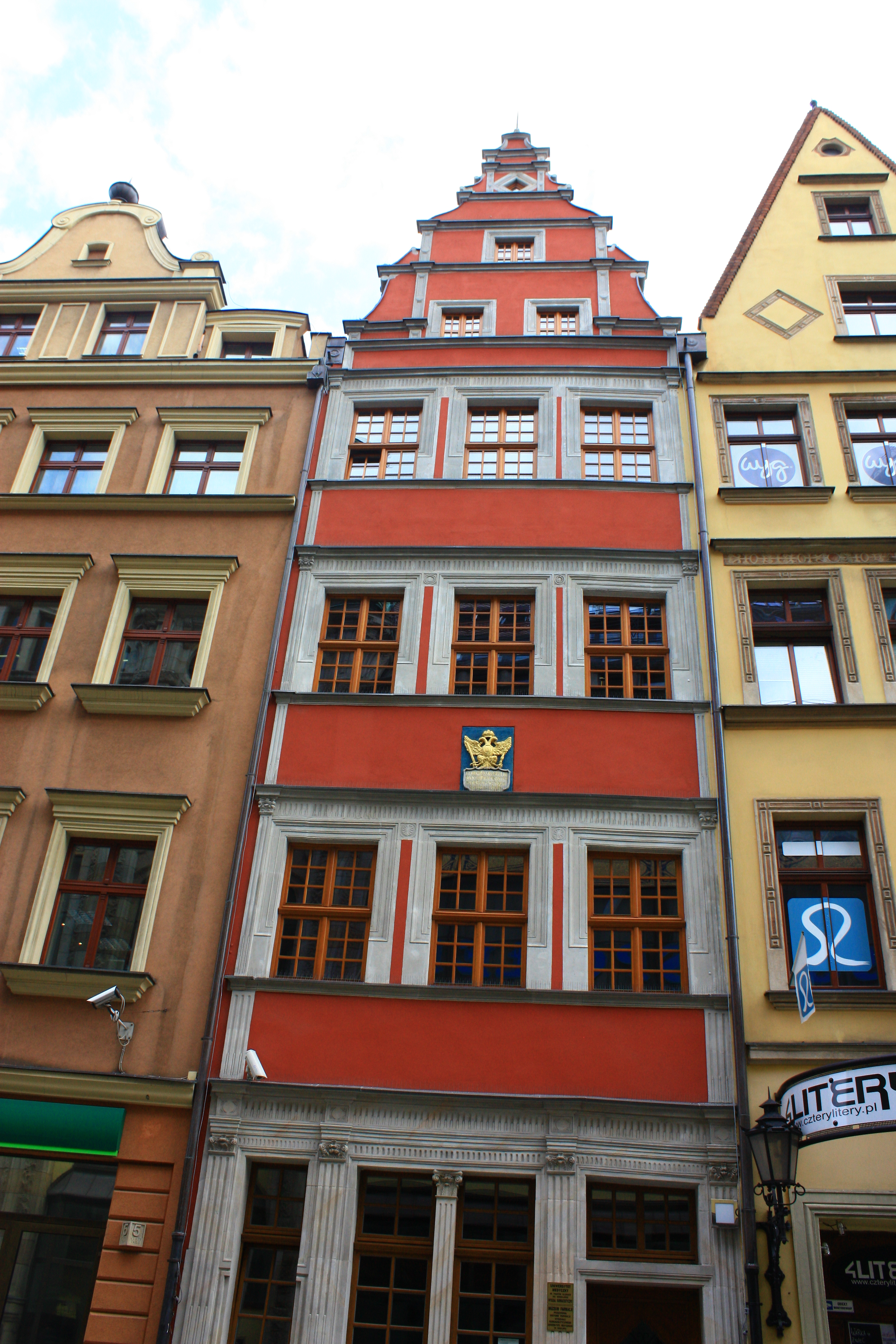
Muzeum Farmacji

  - Zakład Hematologii Laboratoryjnej
- Katedra i Zakład Biochemii Farmaceutycznej
- Katedra Biologii i Botaniki Farmaceutycznej
  - Zakład Biotechnologii Farmaceutycznej
  - Zakład Biologii i Botaniki Farmaceutycznej
- Katedra i Zakład Biologii Molekularnej i Komórkowej
- Katedra i Zakład Dietetyki i Bromatologii
- Katedra i Zakład Chemii Fizycznej i Biofizyki
- Katedra i Zakład Chemii Leków
- Katedra i Zakład Chemii Organicznej i Technologii Leków
- Katedra i Zakład Technologii Postaci Leku
  - Zakład Farmacji Przemysłowej
- Katedra i Zakład Farmakognozji i Leku Roślinnego
- Katedra i Zakład Podstaw Nauk Chemicznych
- Katedra i Zakład Podstaw Nauk Medycznych
  - Centrum Badawczo-Wdrożeniowe Zaawansowanych Terapii Komórkowych[4]
- Katedra i Zakład Toksykologii
- Katedra i Zakład Farmakologii Klinicznej
- Zakład Diagnostyki Laboratoryjnej
- Diagnostyczne Laboratorium Naukowo-Dydaktyczne
- Katedra i Zakład Biomedycznych Analiz Środowiskowych
- Zakład Humanistycznych Nauk Wydziału Farmaceutycznego
- Studium Szkolenia Podyplomowego Wydziału Farmaceutycznego
- Muzeum Farmacji
- Katedra i Zakład Mikrobiologii Farmaceutycznej i Parazytologii
- Pracownia Analizy Elementarnej i Badań Strukturalnych
- Pracownia Przesiewowych Testów Aktywności Biologicznej i Gromadzenia Materiału Biologicznego

## Kształcenie
Wydział kształci studentów na trzech kierunkach w trybie stacjonarnym i niestacjonarnym:
- farmacja[5],
- analityka medyczna[6].
- dietetyka[7].

## Władze
- Dziekan: dr hab. Marcin Mączyński, prof. Uczelni
- Prodziekan ds. kierunku farmacja: prof. dr hab. Witold Musiał
- Prodziekan ds. kierunku analityka medyczna: dr hab. Iwona Bil-Lula[8]